# South Los Angeles
South Los Angeles, znane także pod nazwą South Central – region hrabstwa Los Angeles o powierzchni 51,08 mil kwadratowych, obejmujący dwadzieścia pięć dzielnic miasta Los Angeles i trzy obszary niemunicypalne.

## Miasta
- Inglewood
- Hawthorne
- Gardena
- Long Beach

## Dzielnice i osiedla
- Adams-Normandie
- Athens
- Baldwin Hills/Crenshaw
- Broadway-Manchester
- Central-Alameda
- Chesterfield Square
- Exposition Park
- Florence
- Gramercy Park
- Green Meadows
- Harvard Park
- Historic South Central
- Hyde Park
- Jefferson Park
- Leimert Park
- Manchester Square
- Marlton Square
- Nevin
- South Park
- University Park
- Vermont Knolls
- Vermont Square
- Vermont Vista
- Vermont-Slauson
- Watts
- West Adams

## Obszary niemunicypalne
- Florence-Firestone
- View Park-Windsor Hills
- Westmont
- Willowbrook